# Hans Rotter (Theologe)
Hans Rotter SJ  (* 6. Oktober 1932 in Hemhof bei Rosenheim; † 10. März 2014 in Zams) war ein deutscher römisch-katholischer Theologe und Geistlicher.

## Leben
Rotter trat 1953 in den Orden der Jesuiten ein. Er studierte römisch-katholische Theologie in Pullach (Berchmannskolleg), an der Universität Innsbruck und an der Universität München. 1964 wurde Rotter zum Priester geweiht. Er promovierte 1967 in Innsbruck, 1969 folgte die Habilitation in Moraltheologie. Von 1970 bis 2001 war Rotter als Professor für Moraltheologie an der Universität Innsbruck tätig. Von 1970 bis 1974 übernahm er als Senator der Universität und von 1974 bis 1975 als Dekan der Theologischen Fakultät Leitungsaufgaben an der Universität Innsbruck. 1980 bis 1991 arbeitete er in der Ethikkommission der Medizinischen Fakultät der Universität mit. Von 1976 bis 1986 leitete er als Rektor das Internationale Theologenkonvikt Canisianum.

## Werke (Auswahl)

### Publikationen in Buchform

#### Monographien
- Grundlagen der Moral. Überlegungen zu einer moraltheologischen Hermeneutik. Benziger, Einsiedeln – Zürich – Köln 1975, ISBN 3-545-24046-0.
- Konflikte um das Leben. Tyrolia, Innsbruck – Wien 1976, ISBN 3-7022-1224-8.
- Freiheit ohne Normen. Tyrolia, Innsbruck – Wien 1977, ISBN 3-7022-1280-9.
- Christliches Handeln. Seine Begründung und Eigenart. Verlag Styria, Graz – Wien 1977, ISBN 3-222-11005-0.
- Fragen der Sexualität. Tyrolia, Innsbruck – Wien 1979, ISBN 3-7022-1352-X.
- Spannungsfeld Ehe und Familie. Tyrolia, Innsbruck – Wien 1983,  ISBN 3-7022-1404-6.
- Grundgebot Liebe. Mitmenschliche Begegnung als Grundansatz der Moral. Tyrolia, Innsbruck – Wien 1983, ISBN 3-7022-1475-5.
- Die Berufung. Elemente christlicher Spiritualität. Herold, Wien – München 1983, ISBN 3-7008-0230-7.
- Die Würde des Lebens. Fragen medizinischer Ethik. Tyrolia, Innsbruck – Wien 1987, ISBN 3-7022-1604-9.
- Sexualität und christliche Moral. Tyrolia, Innsbruck – Wien 1991, ISBN 3-7022-1785-1
- Person und Ethik. Zur Grundlegung der Moraltheologie. Tyrolia, Innsbruck – Wien 1993, ISBN 3-7022-1876-9.
- Verantwortung für das Leben. Ethische Fragen am Lebensbeginn. Tyrolia, Innsbruck – Wien 1997, ISBN 3-7022-2091-7.

#### Herausgeberschaften
- (Hrsg.) zusammen mit Michael Schlagheck (Hrsg.),  Piet C.Kuiper (Hrsg.), Eugen Biser (Hrsg.), Theologie und Psychologie im Dialog über die Angst, (= Schriftenreihe der Katholischen Akademie Die Wolfsburg, Mülheim, Ruhr), Paderborn 1997, ISBN 3-87088-978-0.

### Beiträge in Sammelwerken
- Anthropologisch-theologische Aspekte der Korruption, in: Christian Brünner, Korruption und Kontrolle (= Studien zu Politik und Verwaltung, Band 1), Wien, u. a., 1981, ISBN 3-205-08457-8, S. 105–120.
- Bemerkungen zu einer personalen Sicht der Sünde, in: Johannes Reiter u. a. (Hrsg.), Aus reichen Quellen leben. Ethische Fragen in Geschichte und Gegenwart. Trier 1995, S. 275–284.[2]
- Die Funktion des Glaubens in der Ethik, Adrian Holderegger (Hrsg.), Fundamente der Theologischen Ethik. Bilanz und Neuansätze. (= Studien zur theologischen Ethik, Band 72),  Freiburg, Schweiz/Freiburg, Wien 1996, S. 277–289.[3]
- Motivation und Freiheit, in: Klaus Arntz, Peter Schallenberg (Hrsg.), Ethik zwischen Anspruch und Zuspruch, (= Festschrift für Klaus Demmer zum 65. Geburtstag), (= Studien zur theologischen Ethik, Band 71), Freiburg/Schweiz 1996, S. 177–187.[4]
- Versuch einer Theologie der Sexualität, in: Plattform „Wir sind Kirche“ (Hrsg.), Liebe – Eros – Sexualität. „Herdenbrief“ und Begleittexte, Thaur 1996, S. 153–165, (online verfügbar)[5]

### Zeitschriftenartikel
- Naturrecht und Offenbarung, in: Stimmen der Zeit, 179. Jahrgang, 1967, Heft 4, S. 283–292.
- Das Problem der Sünde bei Herman Schell, in: ZKTh, Jahrgang 89, 1967, S. 249–293 und S. 385–432.
- Die Eigenart der christlichen Ethik, in: Stimmen der Zeit, 191. Jahrgang, 1973, Heft 6, S. 407–416.
- Zur Grundlegung einer christlichen Sexualethik, in: Stimmen der Zeit, 193. Jahrgang, 1975, Heft 2, S. 115–125.
- Die sittliche Bewertung der kirchlich ungültigen Zweitehe, in: Stimmen der Zeit, 198. Jahrgang, 1980, Heft 4, S. 235–243.
- Das personale Denken in der Moraltheologie, in: Stimmen der Zeit, 206. Jahrgang, 1988, Heft 8, S. 518–528.
- Die Gnade des Vergebens, in: Christliche Innerlichkeit, Wien 1998, Heft 2, S. 61–64. (online verfügbar)[6]
- Sexuelle Befreiung – ein bleibendes Anliegen, in: Diakonia, 1999, Heft 1, S. 37–42.(online verfügbar)[7]
- Rechtswissenschaft und Moraltheologie, in: Heinz-Meinolf Stamm (Hrsg.), Recensione. Gnade und Recht. Beiträge aus Ethik, Moraltheologie und Kirchenrecht (= Festschrift für Gerhard Holotik zur Vollendung des 60. Lebensjahres), in: Antonianum, 75. Jahrgang, 2000, Heft 3, p. 589–591, S. 207–216.
- Zur rechtlichen Anerkennung homosexueller Partnerschaften, 219. Jahrgang, 2001, Heft 8, S. 533–540. (online verfügbar)[8]